# Delirium (Ellie Goulding)
Delirium è il terzo album in studio della cantante britannica Ellie Goulding, pubblicato il 6 novembre 2015 dalla Polydor Records.

## Descrizione
Ellie Goulding ha dichiarato che le sonorità dell'album sono più orientate al pop rispetto ai suoi album precedenti. In un'intervista ha infatti dichiarato: "una parte di me vede questo album come un esperimento, volevo rendere l'album il più mainstream possibile, un grande album pop; ho voluto che fosse di un altro livello rispetto ai precedenti lavori".

## Singoli
On My Mind è stato pubblicato come singolo apri-pista dell'album il 17 settembre 2015. La canzone ha ottenuto recensioni positive dalla critica e una buona performance commerciale globale, raggiungendo la top ten in Australia, Canada, Nuova Zelanda e il Regno Unito e il numero 13 della Billboard Hot 100, dove ha anche ottenuto la certificazione di disco di platino per aver venduto oltre un milione di copie nel Paese. Le tracce Something in the Way You Move, Lost and Found, e Army hanno preceduto l'album venendo pubblicati come singoli promozionali rispettivamente il 9, 23, e 30 ottobre 2015.
L'edizione standard dell'album include la hit globale della cantante Love Me like You Do, che era stata originariamente pubblicata come singolo dalla colonna sonora del film Cinquanta sfumature di grigio. Invece, nell'edizione deluxe è stata inclusa anche la collaborazione di Goulding con il dj scozzese Calvin Harris Outside, pubblicato nel 2014 come singolo dall'album di quest'ultimo Motion. Durante l'ultima settimana prima della pubblicazione dell'album, sono state trasmesse in anteprima in diverse stazioni radio alcuni brani dell'album. Don't Panic è stato il primo fra questi, debuttando a BBC Radio 2 il 31 ottobre 2015, mentre Keep On Dancin' in anteprima su BBC Radio 1 il 2 novembre 2015.

## Accoglienza
Delirium ha ricevuto recensioni generalmente positive dai critici musicali. Su Metacritic, l'album ha ricevuto un punteggio di 70/100, sulla base di 15 recensioni da parte di importanti critici, indicando recensioni "generalmente favorevoli". Michael Cragg di "The Observer" ha elogiato l'album, Jon Dolan di Rolling Stone ha dichiarato: "Ellie Goulding cerca di avvicinarsi alla corrente principale di quel periodo, quella caratterizzata dalla dance pop, e ha notato il cambiamento musicale della cantante, paragonandolo a quello della sua amica Taylor Swift, che nel 2014 si distaccò dal country per avvicinarsi al puro pop.

## Tracce
1. Intro (Delirium) – 1:54 (Ellie Goulding, Joe Kearns, Chris Ketley)
2. Aftertaste – 3:46 (Ellie Goulding, Greg Kurstin)
3. Something in the Way You Move – 3:47 (Ellie Goulding, Greg Kurstin)
4. Keep On Dancin' – 3:46 (Ellie Goulding, Ryan Tedder, Nicole Morier, Noel Zancanella)
5. On My Mind – 3:33 (Ellie Goulding, Max Martin, Savan Kotecha, Ilya Salmanzadeh)
6. Around U – 3:17 (Ellie Goulding, Fred Gibson, Tristan Landymor, Joe Janiak)
7. Codes – 3:16 (Ellie Goulding, Max Martin, Savan Kotecha, Ilya Salmanzadeh)
8. Holding On for Life – 4:15 (Greg Kurstin, Ellie Goulding, Mozella)
9. Love Me like You Do – 4:12 (Max Martin, Savan Kotecha, Ilya Salmanzadeh, Ali Payami, Tove Lo)
10. Don't Need Nobody – 3:33 (Ellie Goulding, Savan Kotecha, Peter Svensson, Ludvig Söderberg, Jakob Jerlström, Max Martin)
11. Don't Panic – 3:16 (Ellie Goulding, Greg Kurstin, Mozella)
12. We Can't Move to This – 3:28 (Ellie Goulding, Fred Gibson, Alex Gibson, Greg Kurstin, Mozella)
13. Army – 3:57 (Ellie Goulding, Max Martin, Savan Kotecha, Ilya Salmanzadeh)
14. Lost and Found – 3:36 (Ellie Goulding, Carl Falk, Max Martin, Laleh Pourkarim, Joakim Berg)
15. Devotion – 3:46 (Ellie Goulding, Klas Åhlund, Ali Payami, Stephen Wrabel)
16. Scream It Out – 3:09 (Ellie Goulding, Jim Eliot)

### Edizione deluxe
1. The Greatest – 3:31 (Joel Little, Ellie Goulding)
2. I Do What I Love – 2:51 (Ellie Goulding, Laleh Pourkarim)
3. Paradise – 3:44 (Ellie Goulding, Joel Little)
4. Winner – 3:20 (Ellie Goulding, Laleh Pourkarim)
5. Heal – 4:52 (Ellie Goulding, Guy Lawrence, James Napier)
6. Outside (feat. Calvin Harris) – 3:47 (Calvin Harris, Ellie Goulding)

Traccia bonus dell'edizione deluxe nordamericana
1. Powerful (Major Lazer feat. Ellie Goulding & Tarrus Riley) – 3:25 (testo: Thomas Pentz, Maxime Picard, Clément Picard, Omar Riley, Ilsey Juber, Fransisca Hall – musica: Major Lazer, Picard Brothers, Sonny Moore, David Taylor)

Traccia bonus dell'edizione deluxe per Target
1. Let It Die – 3:31 (Ellie Goulding, Joe Kearns)
2. Two Years Ago – 5:01 (Ellie Goulding, Jim Eliot)

## Classifiche

### Classifiche settimanali
| Classifica (2015-16) | Posizione massima |
| -------------------- | ----------------- |
| Australia            | 3                 |
| Austria              | 5                 |
| Belgio (Fiandre)     | 1                 |
| Belgio (Vallonia)    | 16                |
| Canada               | 2                 |
| Danimarca            | 12                |
| Finlandia            | 24                |
| Francia              | 34                |
| Germania             | 5                 |
| Grecia               | 32                |
| Irlanda              | 2                 |
| Italia               | 22                |
| Norvegia             | 9                 |
| Nuova Zelanda        | 4                 |
| Paesi Bassi          | 11                |
| Polonia              | 30                |
| Portogallo           | 19                |
| Regno Unito          | 3                 |
| Repubblica Ceca      | 9                 |
| Spagna               | 25                |
| Stati Uniti          | 3                 |
| Svezia               | 7                 |
| Svizzera             | 5                 |

### Classifiche di fine anno
| Classifica (2015) | Posizione |
| ----------------- | --------- |
| Belgio (Fiandre)  | 79        |
| Regno Unito       | 34        |